# Марина Мазепа
Марина Мазепа (англ. Marina Mazepa, 7 травня 1997, Конотоп, Сумська область, Україна) — українська кіноакторка, танцюристка, акробатка, хореографка та модель. Тепер мешкає в місті Західний Голлівуд у Каліфорнії, США.

## Життєпис
Марина Мазепа народилася в місті Конотоп Сумської області України. Була шибеницею, тому мати у 5 років відвела її на уроки народної творчості та балету. Коли Марині виповнилося 15, вона вступила до Київської муніципальної академії естрадного та циркового мистецтв. Після обов'язкових занять Марина до вечора працювала над розробкою власного танцювального стилю. Однак заняття без досвідченого вчителя і незнання належної техніки спричиняли багато травм. Свого першого вчителя акробатики вона зустріла у 16 років.
Свій шлях до слави Мазепа розпочала в 2015 році, ставши учасницею популярного телепроєкту «Танцюють всі!». Увійшла до п'ятірки фіналістів та завоювала серця мільйонів глядачів та суддів проєкту завдяки майстерній хореографії. Вона брала участь і перемагала в багатьох цирково-танцювальних шоу, телешоу, конкурсах і чемпіонатах. Суперфіналістка телешоу «То ти думаєш, що можеш танцювати» в Україні.
У 2017 році Мазепа поїхала до США та почала працювала як хореографиня танцювальних шоу в «Цирку Сонця» у Лас-Веґасі. За рік вона взяла участь в американському проєкті «То ти думаєш, що можеш танцювати?». А вже у 2019 стала півфіналісткою шоу талантів «Америка має талант», де буквально розривала сцену завдяки шоківній гнучкості та вражаючій пластиці рухів.
Згодом відео з її виступом побачив продюсер фільму «Нечестивий» Сем Реймі, який після того, як Мазепа надіслала йому ролик, відразу затвердив її на роль Мері Ельнор.

## Фільмографія

### Фільми
| Рік  |   | Українська назва                 | Оригінальна назва                      | Роль        |
| ---- | - | -------------------------------- | -------------------------------------- | ----------- |
| 2021 | ф | Нечестивий                       | The Unholy                             | Мері Ельнор |
| 2021 | ф | Втілення зла                     | Malignant                              | Габріель    |
| 2021 | ф | Оселя Зла: Вітаємо у Раккун-Сіті | Resident Evil: Welcome to Raccoon City | Ліза Тревор |
|      | ф |                                  | Rise of the Tarragon                   | Широ Козлов |

### Телебачення
| Рік  |   | Українська назва | Оригінальна назва     | Роль                            |
| ---- | - | ---------------- | --------------------- | ------------------------------- |
| 2020 | с | Дикий/Любов      | Savage/Love           | Фабіанна (Епізод: "Tangled Up") |
| 2021 | с | Дівчина в лісі   | The Girl in the Woods | Ехо (4 епізоди)                 |
| 2023 | с | Континентальний  | The Continental       | Гретель (3 епізоди)             |
| 2024 | с | Це все Аґата     | Agatha All Along      | «Змія» (3 епізоди)              |